# Świątynia dumania
Świątynia dumania – pierwszy album zespołu Ogród Wyobraźni, wydany w 2007 roku nakładem Metal Mind Productions.

## Lista utworów
1. „Świątynia dumania”
2. „Szczęście”
3. „Czas”
4. „Noc”
5. „Ego (E60)”
6. „Nie łam się”
7. „Komu zapłacić gwiezdne”
8. „List rewolucyjny”
9. „Ktokolwiek wie”
10. „Na stos”
11. „Atak serca”
12. „Słodkie radio”
13. „Wiatr”

## Muzycy
- Sławomir Chabski – perkusja (1–9, 13)
- Janusz Downar-Zapolski – śpiew (1–7, 13)
- Elżbieta Grzegorczyk – śpiew voc (8)
- Władysław Jankowski – gitara basowa (1–9, 13)
- Bogdan Łoś – gitara
- Jacek Olejnik – instrumenty klawiszowe
- Marek Wierzbicki – gitara (1, 13)

gościnnie
- Kazimierz Barlasz – śpiew (10–12)
- Zbigniew Fyk – perkusja (10–12)
- Andrzej Puczyński – gitara (10–12)
- Wojciech Puczyński – gitara basowa (10–12)